# Zipojtes
Zipojtes lub Zibojtes (gr. Zιπoίτης, Zipoítēs; Zιβoίτης, Ziboítēs) (ur. ok. 355, zm. ok. 279 p.n.e.) – władca Bitynii w latach ok. 327-297 p.n.e., pierwszy król (basileus) Bitynii od 297 p.n.e. do swej śmierci. Syn i następca Basa, władcy Bitynii.
Panował przez czterdzieści osiem lat, kontynuując pomyślne wojny z Lizymachem i Antiochem, synem Seleukosa I Nikatora. W r. 315 p.n.e. prowadził wojnę z miastami Astakos i Chalcedonem, które potem otrzymały pomoc wojskową pod wodzą Polemausza od Antygona I Jednookiego. Zawarł z nim wówczas przymierze. Mimo że jego państwo formalnie przypadło Lizymachowi, nadal zachował niezależność, czego wynikiem było przybranie tytułu króla w r. 297 p.n.e. Dwa razy odpierał ataki Lizymacha, który próbował narzucić swą zwierzchność. W r. 281 p.n.e., po śmierci wroga, znalazł się formalnie w strefie wpływów Seleucydów. Nie dał się jednak narzucić sobie zależności; pokonał wojska króla Antiocha I Sotera. Założył miasto pod górą Lypedron, które od jego imienia zostało nazwane Ziboecjum; dokładna lokalizacja, zarówno miasta jak i góry, jest nieznana. Zmarł w wieku siedemdziesięciu sześciu lat.
Zostawił po sobie, z nieznanej żony lub żon, czworo dzieci:
- 2 synów nieznanych z imienia
- Nikomedes I (zm. ok. 250 p.n.e.), przyszły król Bitynii
- Zipojtes (zm. 278 p.n.e.)